# Horst Seehofer
Horst Lorenz Seehofer (n. 4 iulie 1949, Ingolstadt, Bavaria) este un politician german (CSU), de profesie economist. Din 1992 și până în 2021 a deținut mai multe portofolii în cabinetele conduse de Helmut Kohl și Angela Merkel (CDU), cu o întrerupere între 2008-2018, când a fost președintele landului Bavaria.

## Președintele CSU și al Bavariei
A fost vicepreședinte al CSU (Uniunea Creștin-Socială din Bavaria). În data de 25 octombrie 2008 a fost singurul candidat la funcția de președinte al acestui partid conservator. A fost ales în funcție cu 90,3% din voturile exprimate la congresul extraordinar al CSU.
La 27 octombrie 2008 parlamentul bavarez l-a ales pe Horst Seehofer în funcția de Ministerpräsident al landului Bavaria. Din cei 184 de deputați prezenți 104 au votat pentru Seehofer.

## Președinte interimar german în 2012
După demisia lui Christian Wulff (CDU) la 17 februarie 2012 din funcția de președinte al Germaniei, Seehofer a preluat în mod interimar postul de președinte german conform constituției RFG. Constituția prevede că în astfel de cazuri funcția interimară îi revine președintelui actual al Bundesratului, organ constituțional al landurilor din Germania, funcție deținută în acel moment de către Seehofer.

## Cariera politică
- 1992-1998: ministru federal al Sănătății (cabinetul Helmut Kohl)
- 2005-2008: ministru federal al Agriculturii și Protecției Consumatorului (cabinetul Angela Merkel)
- 2008-2018: ministru prezident al Bavariei
- 2008-2019: președinte al partidului CSU
- 2018-2021: ministru federal de Interne (cabinetul Merkel IV)